# Кремонини, Элиджио
Элиджио Кремонини (итал. Eligio Cremonini; 1854, Сан-Джованни-ин-Персичето — 27 февраля 1926, Пезаро) — итальянский виолончелист.
В 1868—1874 гг. учился в Болонском музыкальном лицее у Франческо Серато. С 1878 г. преподавал в музыкальном лицее в Модене. В 1895 году выиграл конкурс на должность профессора виолончели в Туринском институте музыки, одновременно занял место концертмейстера виолончелей в туринском Королевском театре, где работал под руководством Артуро Тосканини. Тем не менее уже в 1896 году перебрался в Пезаро, где на протяжении многих лет преподавал в Музыкальном лицее имени Россини; из его учеников наиболее известен Тито Розати (1881—1954). Также играл в составе фортепианного трио (с Марио Витали и Рафаэле Фронтали).
Амилькаре Дзанелла посвятил Кремонини сонату для виолончели и фортепиано (1916).
Имя Кремонини носит улица в Пезаро (итал. Via Eligio Cremonini).